# Rick Kelly

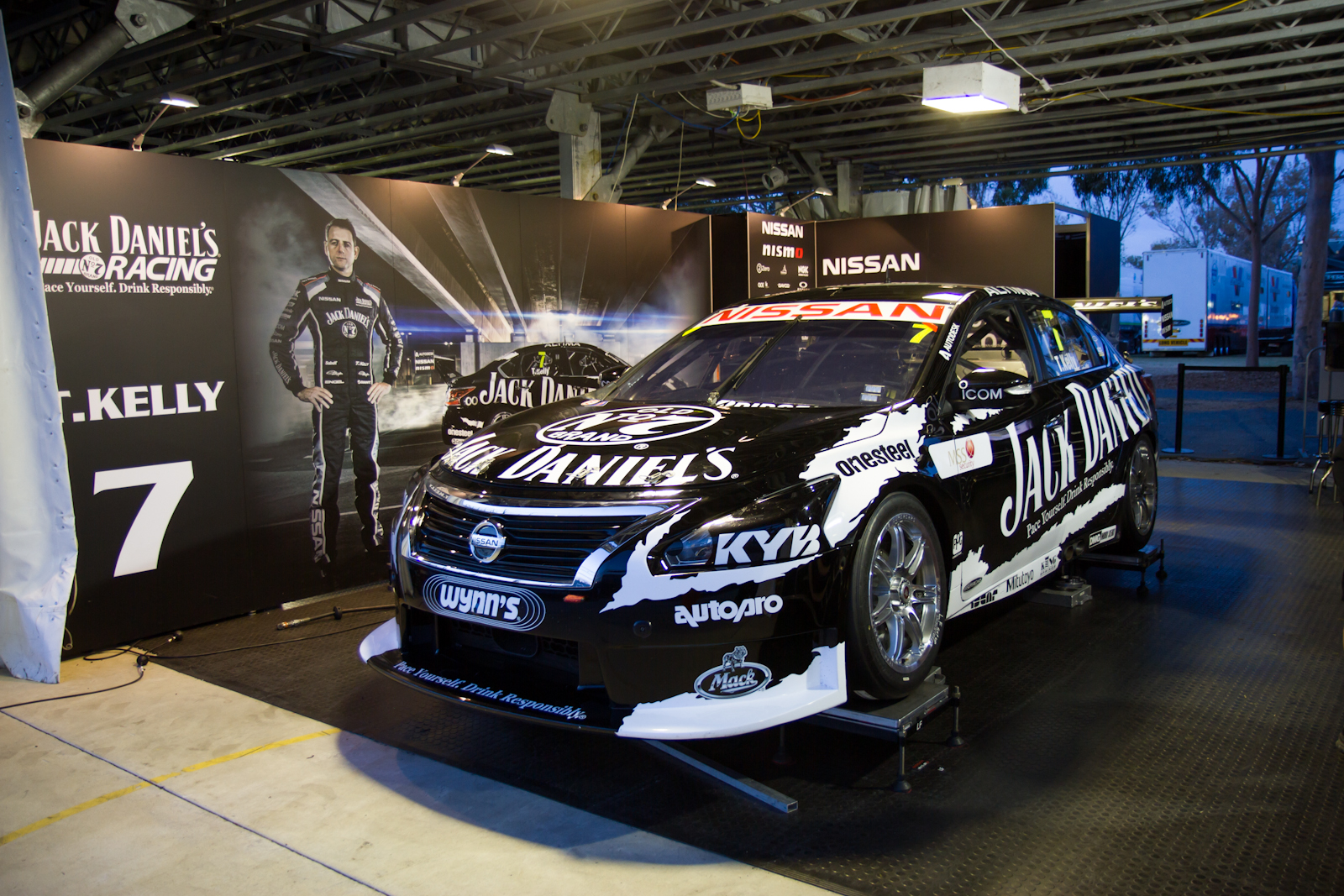
Kellys Nissan Altima under Australiens Grand Prix 2014, där V8 Supercars alltid tävlar som supportklass till F1. Tävlingen ingick dock inte i mästerskapet fram till 2018, då det för första gången räknades i mästerskapet.

Rick Kelly, född den 17 januari 1983 i Mildura i Australien, är en australisk racerförare. Han är lillebror till Todd Kelly, också han racerförare.

## Racingkarriär
Kelly gjorde ett stabilt intryck i V8 Supercars från 2003-2005 där han kom mellan sjätte och åttonde plats. Hans stora genombrott kom dock 2006, då han vann titeln efter en kontroversiell säsongsavslutning. Han ledde med sju poäng innan helgen över Craig Lowndes, men Lowndes tog tillbaka alla de sju poängen i de två första racen, och det var helt jämnt inför det sista. Då fick Lowndes en bättre start än Kelly, men Kelly gjorde ett försök att komma förbi, vilket ledde till att Lowndes snurrade och skadade bilen, och gick i mål på en 29:e plats, medan Kelly efter ett drive through-straff kom på 18:e plats. Kritikerna menade att Kelly körde på Lowndes med flit för att bli mästare, men han fick behålla poängen från racet och vann titeln.